# Androsace laxa
Androsace laxa är en viveväxtart som beskrevs av C.M. Hu och Yung C. Yang. Androsace laxa ingår i släktet grusvivor, och familjen viveväxter. Inga underarter finns listade i Catalogue of Life.